# Cabeza de Franz Kafka
La Cabeza de Franz Kafka (en checo: Hlava Franze Kafky), también conocida como la Estatua de Kafka, es una escultura cinética al aire libre realizada por David Černý que representa al escritor bohemio en lengua alemana Franz Kafka. Fue instalada el 31 de octubre de 2014 frente al centro comercial Quadrio de Praga (República Checa). El coste de la obra fue de 30 millones de coronas, sufragado por la empresa de inversiones inmobiliarias CPI Property Group junto con la construcción del adyacente complejo Quadrio. El propio Kafka trabajó en un edificio cercano de una caja de ahorros.

## Descripción
La escultura tiene 10.6 metros de altura y está compuesta por cuarenta y dos paneles giratorios de acero inoxidable que pesan un total de 24 toneladas. Cada panel está mecanizado y gira individualmente. En su interior, hay veintiún módulos de motor y un kilómetro de cables.
La programación de los movimientos de la escultura se puede cambiar y el artista puede crear nuevas coreografías. El inconveniente de esto es su alto mantenimiento, que debe realizarse cada quince días.

## Recepción
Los críticos han afirmado que la estatua es más un reclamo publicitario del centro comercial que una verdadera obra de arte. Han acusado a la escultura de carecer de una conexión con la obra de Kafka, y sostienen que a esta atracción reluciente y fascinante le falta humildad y sensibilidad. Cuando los críticos contemplan la escultura, atractiva a la vista y perfecta desde el punto de vista tecnológico, echan en falta el alma perdida y melancólica de Franz Kafka.
Otros afirman que la complejidad de los paneles de acero y el cambio de forma de la escultura en el tiempo capturan bastante bien la obra de Kafka. La escultura atrae a un gran número de visitantes, por lo que ha conseguido hacer que Franz Kafka esté más presente en la Praga moderna.